# Bűvös számsorozatok
Bűvös számsorozatoknak nevezzük az n különböző pozitív egész sorozatát, ha mindegyik legfeljebb n2 és összege az nxn-es bűvös négyzet bűvös konstansával egyezik meg, így egy lehetséges sora lehet a bűvös négyzetnek.
Az n × n-es bűvös négyzetben a számok 1-től n2-ig vannak, bűvös konstans pedig könnyen kiszámíthatóan n(n2+1)/2. Például n=2-re csupán 2 ilyen sorozat található: 1+4 és 2+3, ebből következik is, hogy nincs 2 × 2-es bűvös négyzet. n=3-ra 8 darab ilyen sorozat van, és mindegyik megjelenik a 3 × 3-as bűvös négyzetben
A sorozat Neil Sloane online adatbázisában: A052456.
- 1942-ben Maurice Kraitchik megadta a sorozatok számát n=7-ig a Mathematical Recreations-ben.
- 2002-ben Henry Bottomley kiterjesztette ezt n=36-ig és tőle függetlenül Walter Trump n=32-ig.
- 2005-ben Trump tovább folytatta n=54-ig (utolsó tag kb. 2×10111), míg Bottomley közelítő becslést adott a számukra:

{\displaystyle {\frac {1}{\pi }}\cdot {\sqrt {\frac {3}{e}}}\cdot {\frac {(en)^{n}}{n^{3}-{\frac {3}{5}}n^{2}+{\frac {2}{7}}n}}}
- 2006 júliusában, Walter Trump kiterjesztette n=150-ig Gerbicz Róbert programjával.

A program érdekessége, hogy a memóriakorlátok elkerülésére kínai maradéktételt használva számolja ki a sorozatok számát (triviális felső becslést használva a sorozatok számára).